# Giovanni da Riolo
Giovanni da Riolo (fl. XV secolo) è stato un pittore italiano, attivo dal 1427 al 1471.

## Biografia

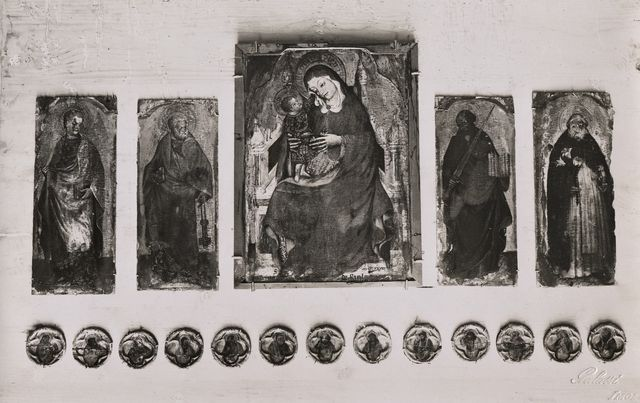
Polittico con Madonna col Bambino e San Giovanni Evangelista, San Pietro, San Paolo, San Domenico; nella predella Cristo Redentore con apostoli, che si trova esposto al Museo e Pinacoteca Diocesani di Imola

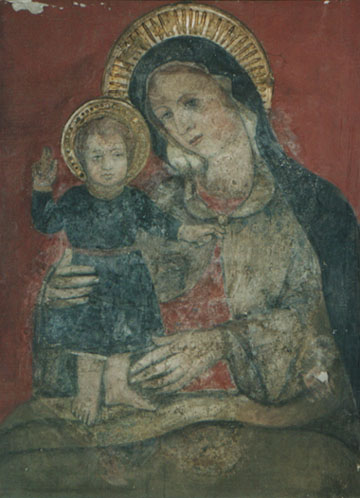
Madonna del Rosario, Chiesa di San Petronio, Castel Bolognese

Giovanni viene menzionato come pittore già nel 1427, dal 1432 è documentata la sua presenza a Imola, dove l'anno seguente dipinge il Polittico con la Madonna col Bambino e santi per la chiesa dei Santi Niccolò e Domenico, la sola opera che gli si può riferire con tutta certezza ed ora al Museo Diocesano di Imola. Giovanni si adegua ai modelli della pittura veneta, molto apprezzati in Romagna, dagli esempi più antichi di Niccolò di Pietro a quelli più recenti del Giambono, non senza riferimenti espliciti con il gotico bolognese, specie negli apostoli della predella, riferimenti alla tendenza di Giovanni da Modena, le cui opere erano ben ben conosciute ed apprezzate in tutta l'attuale Emilia-Romagna. 
Un affresco staccato  a lui attribuito è conservato nella Chiesa di San Petronio di Castel Bolognese .